# درو فان أكر
تدرو فان آكر بالإنجليزية (Drew Van Acker) هو ممثل أمريكي ولد في 2 أبريل/نيسان 1986 اشتهر بدور ايان آرتشر في المسلسل التلفزيوني تاور بريب (2010).

## نشأته وحياته
ولد في 2 أبريل/نيسان 1986 في مدينة فيلادلفيا , لكنه عاش حياته في ميدفورد , نيو جيرسي ، بدأ التمثيل في فصول الدراما في مدرسته الثانوية، حيث لعب أيضا بصفوف فريق لاكروس في مدرسته.ادت قدراته بكرة القدم على حصوله منحة دراسية لجامعة توسون في ماريلاند، بينما كان في جامعة توسون أخذ درو عدد من الدورات في المسرح من أجل إعادة التركيز على التمثيل. ثم اتخذ قرار الانتقال إلى مدينة نيويورك، تليها خطوة إلى لوس انجليس.

## روابط خارجية
- درو فان أكر على موقع IMDb (الإنجليزية)
- درو فان أكر على موقع ألو سيني (الفرنسية)
- درو فان أكر على موقع قاعدة بيانات الفيلم (الإنجليزية)
- درو فان أكر على موقع كينوبويسك (الروسية)